# Daewoo K11
Pour les articles homonymes, voir Daewoo et K11.
 (juin 2021).
Le K11 est un fusil d'assaut sud-coréen avec lance-grenades bullpup intégré, équivalent des projets français PAPOP (PolyArme POlyProjectiles) et américain Objective Individual Combat Weapon, en particulier du projet abandonné de développement du XM29 OICW.  

## Historique
Le K11 est en production depuis 2009, et équipe progressivement l'armée de la Corée du Sud depuis 2010. Sa conception a duré de 2000 à 2008. Il remplacera partiellement le Daewoo K2. Son coût est de 14 000 $. En 2014, 4 000 exemplaires ont été construits.

## Description

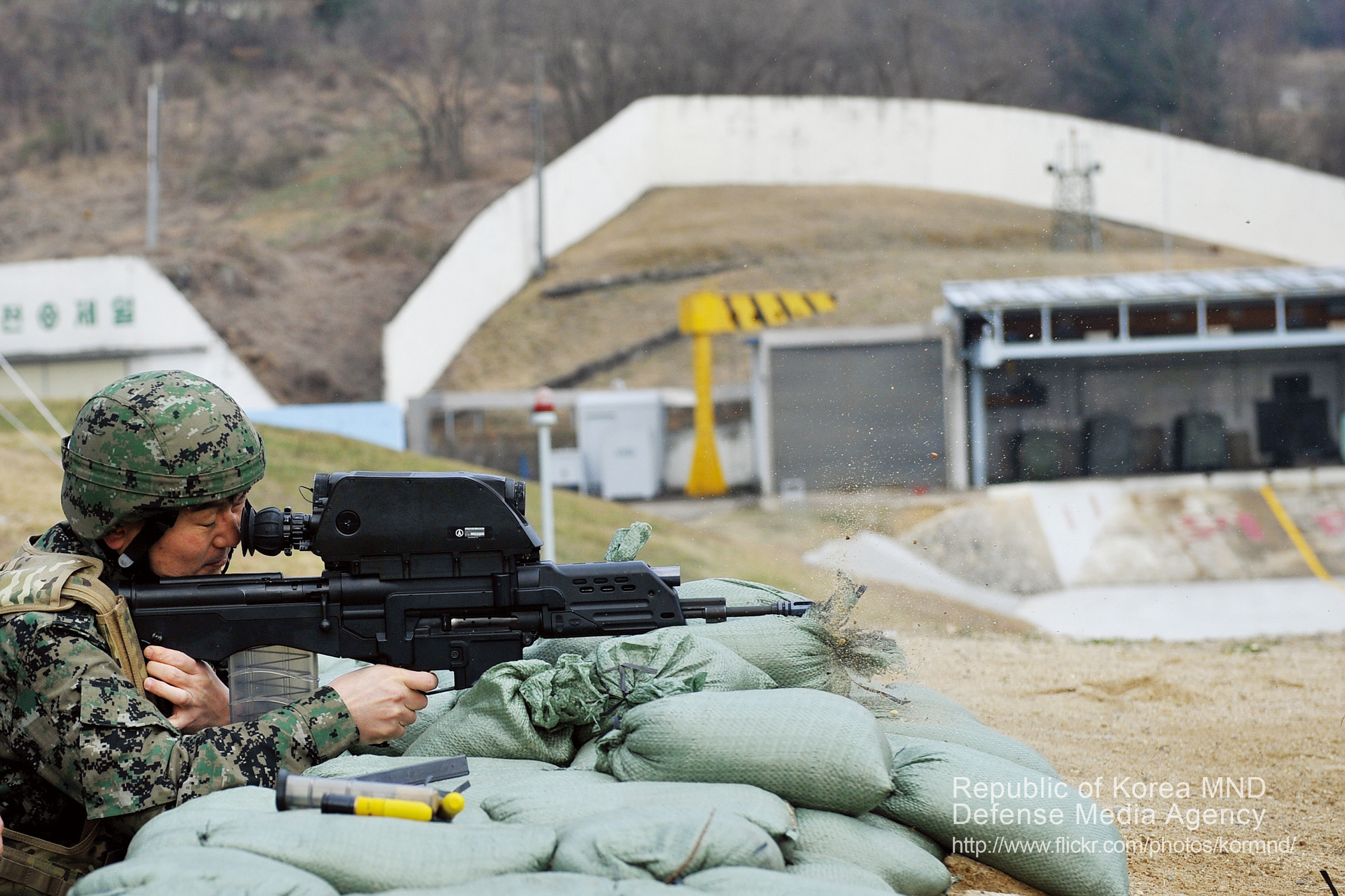
Un K11 en 2009.

Conçu par S&T Daewoo, ADD, il est équipé d'un lance-grenades bullpup intégré à culasse à verrou qui se recharge manuellement à partir d'un chargeur pouvant contenir 5 coups, comme un chargeur à cartouches classique. 
L'arme est équipée d'une lunette de visée jour (c'est-à-dire sans  intensificateur de lumière) mais avec une caméra thermique pour le tir de nuit sur cible d'où émane une chaleur, un télémètre laser ainsi qu'un calculateur de tir permettant de programmer les grenades pour qu'elles explosent au-dessus des cibles afin de créer une gerbe d'éclats la plus létale possible (effet airburst).